# Stere Popescu
Stere Popescu (n. 17 aprilie 1920, Galați, d. martie 1968, Londra, Marea Britanie) a fost un coregraf avangardist român.
A studiat baletul cu Floria Capsali. În paralel a studiat și arhitectura.
În anii 1940 a fost prim solist al Operei din București. A publicat studii teoria dansului în Contemporanul și Luceafărul și poezii în Revista Fundațiilor Regale.
A fost căsătorit cu criticul de artă Sanda Agalides.
A rămas în Franța în noiembrie 1965 după participarea cu piesa lui Pierre Boulez „Ciocanul fără stăpân” la Festivalul de Dans de la Paris.
S-a sinucis la Londra în 1968.